# Annet van der Hoek
Antje (Annet) van der Hoek (Drachten, 25 juli 1952) is een Nederlandse bestuurder en PvdA-politica. Sinds mei 2019 is zij lid van het dagelijks bestuur van Wetterskip Fryslân.

## Biografie
Begin jaren 70 werd ze directiesecretaresse bij een waterleidingbedrijf. In 1980 maakte ze de overstap naar het Psychiatrisch Ziekenhuis Franeker waar ze eerst personeelsfunctionaris was en daarna daar in andere functies actief was. Vanaf midden 1982 was ze daarnaast dertien jaar lid van de Provinciale Staten van de provincie Friesland. Van 1998 tot 2002 was Van der Hoek lid van de Tweede Kamer voor de PvdA. In 2009 was ze waarnemend burgemeester van de gemeente Ten Boer. Sinds mei 2019 is ze Dagelijks Bestuurslid bij Wetterskip Fryslân. Van maart tot mei 2019 was zij Algemeen Bestuurslid namens geborgde zetels bedrijven van dit waterschap.
- Parlement.com: vg09llk092zn